# Конфлікти 50 Cent
Американський репер 50 Cent відомий численними дисами й біфами з іншими реперами, зокрема з Ja Rule, Fat Joe, Ріком Россом, колишніми учасниками G-Unit The Game і Young Buck.

## Murder Inc.
До підписання контракту з Interscope Records між 50 Cent і репером Ja Rule, його лейблом Murder Inc., був конфлікт. За словами Фіфті, його друг украв ювелірні вироби репера, той звинуватив його в підготовці злочину. Однак за словами Рула, конфлікт розпочався після відеозйомок у Квінзі, оскільки Кертісу не подобалося бачити велику підтримку його на районах. У березні 2000 року у Нью-Йоркській студії Hit Factory між Фіфті та Murder Inc. виникла сутичка, в результаті якої 50 Cent отримав ножове поранення. На отриману колоту рану виконавцю наклали 3 шви. Репер Black Child узяв на себе відповідальність за удар, пояснивши, що він діяв з метою самозахисту, позаяк, на його думку, хтось потягнувся за пістолетом.
Агент Служби внутрішніх доходів під присягою повідомив про зв'язки Murder Inc. з Кеннетом «Supreme» Макґріффом, Нью-Йоркським наркобароном, якого підозрювали у причетності до вбивства Jam Master Jay і стрілянини у 50 Cent. Уривок зі свідчення:
Слідство розкрило змову за участі Макґріффа та інших у спробі вбивства реп-артиста, корий видав пісні з текстами, де згадується злочинна діяльність Макґріффа. У виконавця стріляли в 2000, він вижив і після цього відмовився співпрацювати з правоохоронними органами з цього питання. Повідомлення, надіслані на пейджер Murder Inc. вказують на те, що Макґріфф бере участі в існуючій змові з метою вбивства цього репера й підтримує зв'язок зі співробітниками Murder Inc., обговорюючи ціль.
У травні 2011 було підтверджено завершення біфу. Джа Рул заявив: «Усе добре. Між нами нема біфу. Ми ніколи не співпрацюватимемо в майбутньому. Ось такий стан справ. Ви не маєте воювати з кимось, це ніби США й інша країна, з якою ми в поганих відносинах. Ми не повинні йти на війну, але ми й не друзі».

## Fat Joe, Nas, Jadakiss
До другого студійного альбому The Massacre потрапила пісня «Piggy Bank», відповідь на «New York» Джа Рула. Трек містить випади у бік Fat Joe, Nas і Jadakiss. Fat Joe відреагував піснею «My Fofo», де звинуватив Фіфті у вживанні стероїдів, переховуванні у своєму будинку, ревнощах до The Game; Jadakiss — «Checkmate», де заявив, що головною метою запису «Piggy Bank» є піар нової платівки.
В анімованому відеокліпі Jadakiss зображено як черепашку ніндзя, Fat Joe як King Hippo з відеогри Mike Tyson's Punch-Out!!, Nas як дитину в костюмі Супермена, що біжить за вантажівкою з морозивом з написом «Milkshake», The Game як містера Картопляна голова. 50 Cent також задисив їх на ранній версії «Window Shopper». Nas пізніше відповів треками «Don't Body Ya Self (MC Burial)» та «Street Ridaz» (остання з містейпу Game Brake Lights).

## Diddy
Кертіс негативно відгукнувся про засновника лейблу Bad Boy Entertainment, Diddy, й записав композицію «Hip-Hop», де назвав причини невдоволення: в першу чергу суперечку навколо контракту репера Mase. У пісні він заявив, що Diddy знав про вбивство The Notorious B.I.G. та пригрозив розкрити все, залучивши його колишніх соратників. Конфлікт закінчився, коли обоє з'явилися в TRL і Sucker Free на MTV. Біф розпочався знову в 2010 після того, як з 50 Cent задисив Diddy, заявивши, що його музика «відстій». На 2012 BET Hip Hop Awards помітили суперечку виконавців за лаштунками. Фіфті кілька разів назвав його «сучим ніґером». Diddy пішов, сказавши: «Я отримав забагато грошей за це».

## Chamillionaire, Master P
У 2007 під час інтерв'ю у 50 Cent запитали, чому він, на відміну від Master P та Chamillionaire, не припинив лаятися в своїх піснях. Репер відповів: «Ці хлопці не продають альбоми». Коли йому сказали, що Chamillionaire має платинову платівку, 50 Cent сказав: «Ну то нехай записує госпел, якщо він такий у біса праведний. Я пишу тексти з матами за власним бажанням, а не за вашою вказівкою. По-перше існує цензурована версія для тих, хто не хоче їх чути».
Chamillionaire висловив свою незацікавленість у відеоблозі, заявивши, що він тут не для ігор. Реакція Master P: «Коментар Кертіса Джексона мотивував мене. У світі багато незрілих людей. Опра Вінфрі абсолютно права, ми повинні вирости й нести відповідальність за свої дії. Я профінансував перший тур Кертіса півднем. Він тоді був скромним хлопцем. Мета більшості артистів полягає в продажу альбомів. Моя ж — допомогти врятувати та змінити життя».

## Cam'ron
1 лютого 2007 Cam'ron і Джексон мали суперечку в прямому етері шоу Енджі Мартінез на радіостанції Hot 97. Джексон зазначив, що Koch Entertainment був «кладовищем», маючи на увазі, що великі лейбли не працюють ефективно зі своїми виконавцями.
Cam'ron у свою чергу висміяв результати продажу релізів Ллойда Бенкса та Mobb Deep з G-Unit Records, заявивши, що Джим Джонс перевершив їхні показники, попри контакт з незалежним лейблом, а в його гурту The Diplomats угоди на дистриб'юцію з кількома компаніями. Обоє випустили диси з відео на YouTube. У «Funeral Music» Фіфті заявив, Cam'ron уже не в змозі бути лідером The Diplomats, його місце повинен зайняти Джим Джонс. Cam'ron відповів «Curtis» і «Curtis Pt. II», де він висміює зовнішність Кертіса, назвавши того «горилою з кролячими зубами». 50 Cent також записав «Hold On» (з репертуару Young Buck).

## Рік Росс
У січні 2009 Рік Росс розпочав біф з 50 Cent, бо, за його словами, той не так подивився на нього на BET Awards. Кертіс заявив ЗМІ, що навіть не пам'ятає Ріка Росса на церемонії. Наприкінці січня Росс оприлюднив трек «Mafia Music». У кількох рядках були випади в бік Кертіса. Кілька днів по тому Фіфті випустив «Officer Ricky (Go Head, Try Me)». Наступного дня Росс з'явився на Shade 45 і сказав, щоб репер вигадав щось краще протягом 24 годин.
Перед візитом до Венесуели Фіфті завантажив відео під назвою «Warning Shot», де попереджає: «Я зруйную твоє життя заради розваг». Крім цього вийшла перша серія мультфільму «Officer Ricky». На початку лютого 50 Cent завантажив на YouTube бере інтерв'ю з Таєю, матір'ю дитини Росса. Вона підтверджує, що він був співробітником виправної установи, а його персона — фейк. У четвер, 5 лютого 2009, Game зателефонував на сієтлську радіостанцію KUBE 93. Відповідаючи на питання про біф, сказав, що справи йдуть не дуже добре для Ріка Росса: «Фіфті пожирає тебе, хлопче».
На альбомі Deeper Than Rap Росс згадує 50 Cent у «In Cold Blood». У кліпі зображено похорон Кертіса. У цей час репер заявив, що він закінчив кар'єру Кертіса.
В інтерв'ю Фіфті зазначив: «Рік Росс це Альберт з СВ4. Бачили фільм? Він Альберт… Важко уявити щось гірше. Перед вами хлопець, колишній співробітник виправної служби, що збудував кар'єру на написанні матеріалу з точки зору наркоторговця, зокрема „Freeway“ Рікі Росса».
На 2012 BET Hip Hop Awards підписанти G-Unit Records (Kidd Kidd, Майк Нокс, Тоні Єйо) та 50 Cent взяли участь у побитті Gunplay, артиста лейблу Ріка Росса Maybach Music Group. Під час бійки у Gunplay украли коштовний ланцюг. Через кілька днів 50 Cent відвідав боулінг-клуб у Вашингтоні з його прикрасою.

## Lil Wayne
Почувши, що Lil Wayne підготував дис після коментарів Фіфті, останній завдав удару першим, 17 серпня 2007 піснею «Part Time Lover». Вейн не відповів на неї, пізніше 17 листопада 2008 до мережі потрапив його дис «Louisianimal». У січні 2009 Кертіс випустив «Play This on the Radio». Станом на 14 серпня 2009 біф завершився, Фіфті приєднався на сцені до Вейна в Анагаймі, штат Каліфорнія, під час America's Most Wanted Musical Festival.
Village Boo й підписанти G-Unit Records 40 Glocc і Spider Loc вивели біф на новий рівень у середині 2008. На відео Lil Wayne і Birdman оточені на вулиці з одностороннім рухом антуражем G-Unit після того, як виконавці покинули зйомки кліпу «Get Money» у Лос-Анджелесі. Репери не вийшли з транспортного засобу, досі неясно чи то були справді вони чи лише інсценізація.
Через місяць на YouTube завантажили відео, де 40 Glocc і Village Boo тримають ланцюги, вкрадені в Tyga, артиста Young Money. Зрештою їх викупив Lil Wayne (зі слів 40 Glocc, який заявив, що Lil Wayne зневажив Crips).

## Young Buck
Після численних чуток про біф усередині G-Unit у 2008 Кертіс вигнав Young Buck з гурту. Пізніше повідомив, що він досі на лейблі. З обох таборів в інтернет надходило безліч дисів, Young Buck знявся у кліпі The Game за участі Lil Wayne «My Life». Кертіс виклав телефонну розмову між ним і Young Buck, де показано одну зі справжніх причин конфлікту: репер заборгував йому гроші. Young Buck пізніше заявив, що розмова відбулась рік тому. Два табори продовжили випускати диси до 2009. Бак анонсував роботу над новим альбомом, що за контрактом мав вийти на G-Unit Records.
У квітні 2012 Young Buck оголосив готовність повернутися на лейбл. Кілька днів потому він підтвердив переговори з компанією. У вересні 2012 Тоні Єйо написав у Твіттері «Free Young Buck» (виконавця засудили до 18 місяців ув'язнення). 14 квітня 2014 вийшов спільний трек Бака та Єйо «Devil’s Advocate».
1 червня 2014 G-Unit возз'єдналися на Summer Jam 2014 у складі 50 Cent, Бенкса, Єйо та Бака. Наступного дня випустили пісню «Fuck You Talkin Bout» з участю Kidd Kidd, ремікс «Grindin My Whole Life» HS87.

## Slim the Mobster
12 серпня 2012 колишній протеже Доктора Дре Slim the Mobster задисив Фіфті через Твіттер, заявивши, що той змусив Interscope Records зупинити просування й дистриб'юцію його альбому. Репер дав зрозуміти, що Кертіс мав зв'язки з федералам, котрі переслідують тих, хто перетнув йому шлях. Твіттер-біф продовжився у листопаді, коли 50 Cent сповістив, що Slim the Mobster виключили з Aftermath Entertainment, у відповідь той повідомив про роман Фіфті з дружиною його померлого менеджера Кріса Лайті.

## French Montana
10 жовтня 2012 репер з Bad Boy Records French Montana в інтерв'ю Complex.com висміяв поточний результат продажу альбому 50 Cent. Пізніше того ж дня 50 Cent відповів через Twitter: French Montana не в одній з ним лізі й досі повинен закріпити себе як сольного виконавця. Репліки продовжилися через акаунти реперів.
24 листопада 2012 в інтерв'ю DJ Drama на Shade 45 French назвав опонента «віслюком» і заявив, що він є найважливішою людиною на Interscope, куди обоє підписані. 30 листопада 50 Cent повідомив, що French Montana допоміг йому у створенні відео «A Psychic Told Me» (2009), спрямованому проти DJ Khaled і його родини. Репер заперечив це на нью-йоркській радіостанції Power 105.1 у ранковому шоу Breakfast Club. Пізніше того ж дня він запропонував змагання, видати Street King Immortal Фіфті та свій Excuse My French одночасно. Крім того він різко розкритикував сингл «My Life» в іншому твіті.
11 січня 2013 біф завершився, коли French дав інтерв'ю Hot 97. Він пояснив, що Кертіс його неправильно зрозумів. У березні 2013 репер офіційно підтвердив закінчення конфлікту й заявив про можливість співпраці у майбутньому.